# Gambito From
O 'Gambito (ECO A02) é a variação principal da Abertura Bird. É muito tático e confuso onde o Preto entrega um peão em troca de começar um ataque direto ao rei no início do jogo. O alvo pode rejeitar a jogada e também optar pela tática do gambito do rei. Em notação algébrico é indicado da seguinte forma:
1.f4 e5 2.fxe5 d6 3.exd6 Axd6 4.Cf3 g5 

## Variações
Da qual derivam 2 variantes principais:
- 5.d4 g4 6.Cg5 f5 7.e4 h6 8.e5 Ae7 com jogo confuso e perigoso.
- 5.g3 g4 6.Ch4 Ce7 7.d4 Cg6 8. Cxg6 hxg6 um possível ataque forte do Preto.